# Bevel tot medebrenging
Een bevel tot medebrenging is een bevel dat de rechter kan geven met betrekking tot een verdachte in een strafzaak, of ten aanzien van een getuige in een strafzaak, civiele zaak of bestuursrechtelijke zaak. In de praktijk komt het erop neer dat de betreffende persoon door de politie naar de rechter wordt gebracht. Als het gaat om een verdachte of getuige die niet gedetineerd is, levert het bevel een titel van tijdelijke vrijheidsbeneming op.